# Пітер Юрасік
Пітер Юрасік (англ. Peter Jurasik) — американський актор, що знімався переважно у серіалах. Найвідомішими є «Вавилон-5» та «Блюз Хілл-стріт».

## Біографія

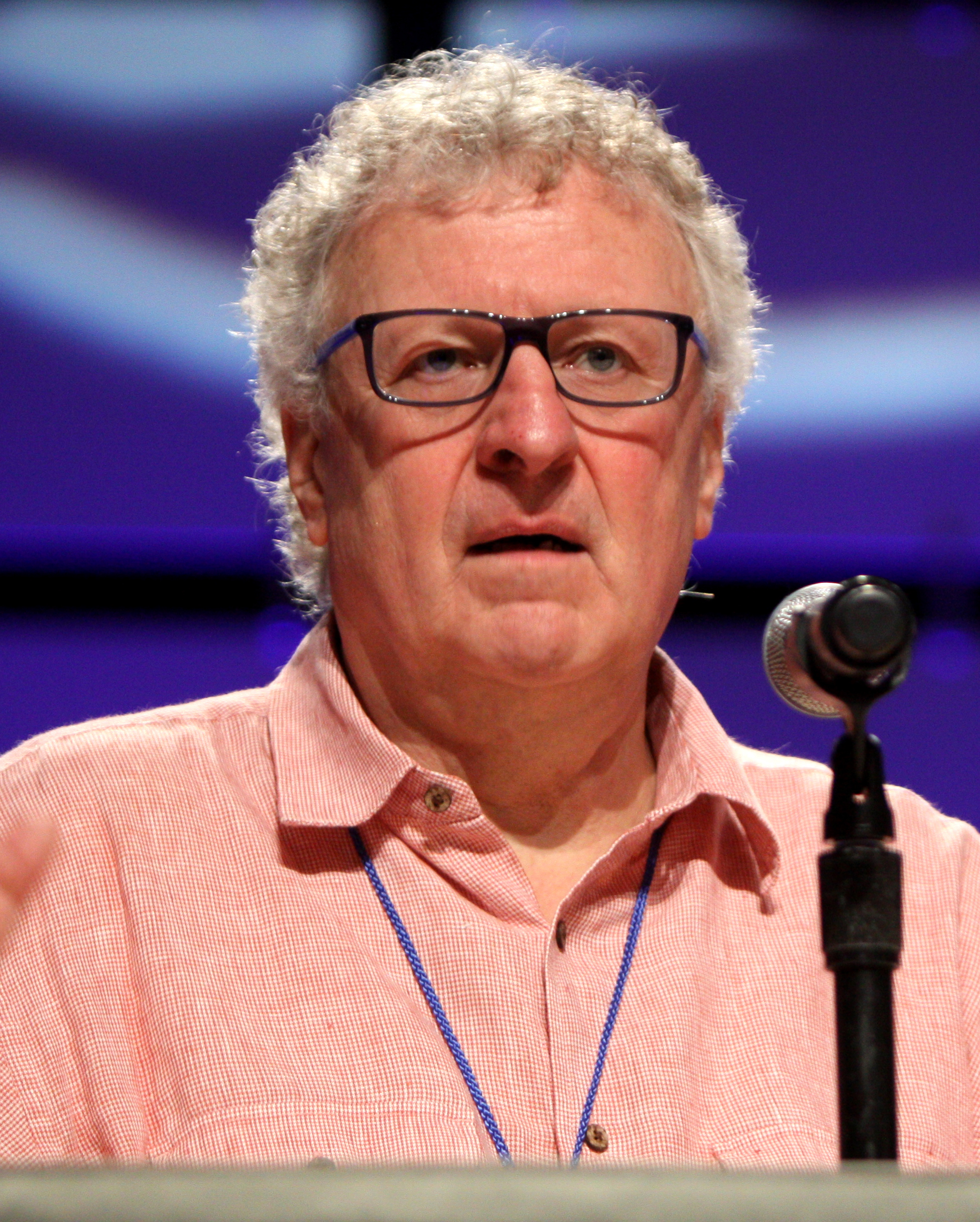

Пітер Юрасік почав свою акторську кар'єру в середній школі Valley Stream, в Нью-Йорку, де він брав участь у багатьох театральних постановках. Він отримав перший приз на нью-йоркському шекспірівському фестивалі в 1967 році і був названий найкращим актором на фестивалі одноактних творів у Філадельфії в 1970 році. Пітер також написав п'єсу під назвою «В моїй кімнаті».
У 1972 році закінчив університет Нью-Гемпшира, відділення театру і танців. Пітер Юрасік грав в театрі, знімався в кіно і на телебаченні протягом 25 років. Його найпопулярніша роль на сьогодні — це посол Лондо Молларі, герой фантастичного серіалу «Вавилон-5». Він також є письменником, співавтором твору «Дипломатичний акт» разом з Вільямом Х. Кейтом
У 1996 році отримав нагороду «Universe Reader's Choice Award» як найкращий актор другого плану, за роботу в серіалі та спін-оффах «Вавилона-5».
Зараз живе зі своєю дружиною і сином у місті Вілмінгтон, штат Північна Кароліна.

## Фільмографія
| Фільми    | Фільми                    | Фільми                               | Фільми                      | Фільми                       |
| Рік       | Українська назва          | Оригінальна назва                    | Роль                        | Примітки                     |
| --------- | ------------------------- | ------------------------------------ | --------------------------- | ---------------------------- |
| 1982      | Народжений вдруге         | Born Again                           | Генрі Кіссінджер            |                              |
| 1982      | Трон                      | Tron                                 | Кром                        |                              |
| 2015      | Найдовша подорож          | The Longest Ride                     | Хові Сандерс                |                              |
| Серіали   |                           |                                      |                             |                              |
| Рік       | Українська назва          | Оригінальна назва                    | Роль                        | Примітки                     |
| 1978-79   | Барні Міллер              | Barney Miller                        | George Alsop / Philip Hamel | Серії Inquisition / The Bank |
| 1981      |                           | M*A*S*H                              | Капітан Тріплет             | Серія Snap Judgement         |
| 1982      |                           | In the Custody of Strangers          | Енді Бернс                  |                              |
| 1982      | Таксі                     | Taxi                                 | Том Пельтон                 | серія Zena's Honeymoon       |
| 1982      | Сімейні узи               | Family Ties                          | Макс Браун                  | A Christmas Story            |
| 1983      |                           | Bay City Blues                       | Мітч Кляйн                  | у 8 епізодах                 |
| 1983      | Слава                     | Fame                                 | Brother Timothy             | Ending on a High Note        |
| 1984      | Нічний суд                | Night Court                          | Леонард Брендом             | Welcome Back, Momma          |
| 1985      | Бульварна газета          | Scandal Sheet                        | Сімон Маккей                |                              |
| 1986      | Прийнятні ризики          | Acceptable Risks                     | Джек Морріс                 |                              |
| 1989      | Петер Ганн                | Peter Gunn                           | Лейтенант Джейкобі          |                              |
| 1989      |                           | Full Exposure: The Sex Tapes Scandal | Портіс                      |                              |
| 1990      |                           | Crash: The Mystery of Flight 1501    | Боб Стентон                 |                              |
| 1992      | Будинок таємниць і брехні | A House of Secrets and Lies          | Стів                        |                              |
| 1982-87   | Блюз Хілл-стріт           | Hill Street Blues                    | Сід Снітч (Сід Турстон)     | у 25 епізодах                |
| 1993-98   | Вавилон-5                 | Babylon 5                            | Посол Лондо Молларі         | Всі серії                    |
| 1999-2000 | Вир світів                | Sliders                              | Доктор Оберон Гайгер        | 3 серії                      |